# Thermo
Thermo (in greco Θέρμο?) è un comune della Grecia situato nella periferia della Grecia occidentale (unità periferica dell'Etolia-Acarnania) con 7.837 abitanti secondo i dati del censimento 2001.